# فرودگاه دیدسبوری
فرودگاه دیدسبوری (به انگلیسی: Didsbury (Vertical Extreme Skydiving) Aerodrome) یک فرودگاه خصوصی است . این فرودگاه در کشور کانادا قرار دارد و در ارتفاع ۱۰۸۴ متری از سطح دریا واقع شده‌است.